# 西蓮寺 (新潟県妙高市)
西蓮寺（さいれんじ）は、新潟県妙高市にある真宗大谷派の寺院。

## 沿革
1276年（健治2年）、寺の言い伝えによれば初代は平家の武将、桃井上総介義衡が親鸞の弟子となり、西祐と号し開基。
8代の西浄が信州水内郡檀田（現在の長野県長野市）に創建したとされている。元は同地にあった善慶寺の末寺。1555年（弘治元年）に落雷のため消失。
越後国関山村に移転し1613年（慶長18年）に再び火災で全焼した。1664年（寛文４年）に現寺号を称した。
その後に妙高市二俣に移転し再建。1886年（明治19年）信越線の工事で三度火災に見舞われ、全焼。本堂はその6年後に再建された。雪害による老朽化により1985年（昭和60年）に改築。